# إرنست أستاخوف
إرنست أستاخوف (بالأوكرانية: Астахов Ернест Дмитрович)‏ هو لاعب كرة قدم أوكراني في مركز الدفاع، ولد في 21 أغسطس 1998 في دنيبرو في أوكرانيا. لعب مع توربيدو جودينو.